# Themba Mnguni
Themba Mnguni (Pretória, 16 de dezembro de 1973) é um ex-futebolista profissional sul-africano, atuava na defesa.

## Carreira
Themba Mnguni se profissionalizou no Mamelodi Sundowns.

## Seleção
Themba Mnguni integrou a Seleção Sul-Africana de Futebol na Copa das Nações Africanas de 1996, sendo campeão.

## Títulos
África do Sul
- Copa das Nações Africanas: 1998 - Vice